# Lydipta
Lydipta – rodzaj chrząszczy z rodziny kózkowatych i podrodziny zgrzypikowych.

## Zasięg występowania
Przedstawiciele tego rodzaju występują w Ameryce Południowej od Gujanie Francuskiej i Ekwadoru na północy po Paragwaj na południu.

## Systematyka
Do Lydipta należą 4 gatunki:
- Lydipta conspersa
- Lydipta humeralis
- Lydipta pumilio
- Lydipta senicula.